# Rugby Roma Olimpic Club 1930
Le Rugby Roma Olimpic Club 1930 est un club italien de rugby à XV basé à Rome. 
Ce club obtient notamment ses heures de gloires au moment de création du Championnat d'Italie et dans les années qui suivirent, où il était le grand concurrent du Amatori Rugby Milan.

## Historique

### Les prémices
Le rugby à XV arrive à Rome à la fin des années 1920 et contrairement à ce que l'on pourrait imaginer, il se répand dans les quartiers de la moyenne et haute bourgeoisie sur la zone nord de la capitale, Parioli et Trieste.
Le noyau dur autour duquel va s'agréger un groupe d'initiés est presque constitué, la création de la première équipe de la capitale, sous l'égide de la Polisportiva Lazio, n'est qu'une question de temps. Il s'agit d'Alessandro Squadrilli, sans doute l'archétype des rugbymen romains, qui a développé ses qualités aux États-Unis, à Oxford et en France, pour ensuite faire partie des premières sélections nationales. Le roumain Balsch, venu à Rome pour faire ses études et qui joue pour sa propre équipe nationale, Ernesto Nathan provenant du football américain.
Le 13 mai 1928 est le jour de la première rencontre officielle contre la XV Legione Leonessa de Brescia.
Malgré une brillante deuxième place dans le championnat, la Lazio décide de ne pas poursuivre cette activité et le groupe quitte le club pour rejoindre l'A.S. Roma. Un choix qui, seulement un an plus tard, ne mène à rien laissant les rugbymen de la capitale sans un maillot sous lequel jouer.

### La création du club
La fondation d'une société autonome semble donc l'unique solution possible : le 21 octobre 1930, dans la maison des quatre frères Vinci, au 10 de la rue Villa Torlonia, est constituée la Rugby Roma.
Pour les couleurs de l'équipe, il est décidé, sur proposition du demi de mêlée Giuseppe Bigi, qui a vécu en Argentine, d'adopter les couleurs du Club Atlético San Isidro : blanches et noires, avec des bandes horizontales.
Tout de suite, la nouvelle équipe de rugby de Rome défraye la chronique lors de la première saison (1931), pour ensuite échouer dans la suivante lors d'un championnat déséquilibré contre la formidable Amatori Milano. 
Avec l'avènement de l'ouverture sud africaine Pierre Theron, entraineur-joueur provenant de Pretoria, qui rejoignit Rome à la suite de la Délégation sud africaine auprès du Quirinal, les prémices pour une hausse de la qualité sont constituées, ce qui permet à la Rugby Roma de boucler un cycle incroyable de succès et de popularité. La préparation et le changement de méthodologie des entraineurs sont le secret d'une équipe capable de conquérir deux championnats (1935 et 1937).
Par la suite, la fusion avec l'A.S. Rome coûte à la société un déclin inexorable jusqu'à la dissolution « pour motifs économiques » de la section rugby. 
La renouveau advient le 31 août 1940, en pleine période de guerre, grâce à la passion de quelques ex-noirs et blancs et au soutien financier du commandeur Levantesi. 
Durant cette période, la jeune équipe romaine se retrouve, à cause de la guerre, dans une activité réduite et à caractère principalement local.
L'entrée des troupes alliées donne pourtant l'occasion aux rugbymen romains de se confronter avec certaines sélections militaires, en particulier britanniques, sud-africaines et néozélandaises, et d'acquérir une forte expérience qui sera utile pour un futur proche.

### L'après-guerre
La reprise de l'activité officielle (championnat 1946) voit la jeune Rugby Roma traverser une phase transitoire avec le départ des meilleurs éléments vers une autre formation romaine, l’Olimpic 44.

Le championnat 1948 est préparé par la Rugby Roma en disputant des matchs amicaux prestigieux contre le Paris université club, le FC Auch, les Espagnols de Barcelone et de la S.E.U. Madrid.

Lors de la reprise, les difficiles matchs contre Ginnastica Torino, Parme RFC et Rovigo, conduisent l'équipe au rendez-vous final avec le transfert de Milan.
La victoire 8-9 face à l'Amatori permet aux blancs et noirs d'obtenir la victoire nationale. Rosi, Farinelli, Tartaglini, Marini, Zaccaria, Raffo, Gabrielli sont quelques-uns des noms qui dans la saison suivante vont conquérir le doublé historique face à Parme.
Les années 1950 signent une période tourmentée dans l'histoire du club.
Après trois années riches d'espérances (1951-1954), les tentatives d'une nouvelle fusion avec l'A.S. Roma aboutissent à un déchirement irrémédiable et à un lent déclin jusqu'en (1958) avec la rétrogradation dans les séries inférieures. Le retour en série B en 1961 récolte les fruits d'une intense activité de développement du secteur juvénile, depuis toujours pivot du club.
En 1969, la fusion avec l’Olimpic 52, permet aux deux équipes d'unir leurs forces et leurs organisations pour affronter le championnat de Série A 1969/70 sous cette nouvelle dénomination : Rugby Roma Olimpic Club.

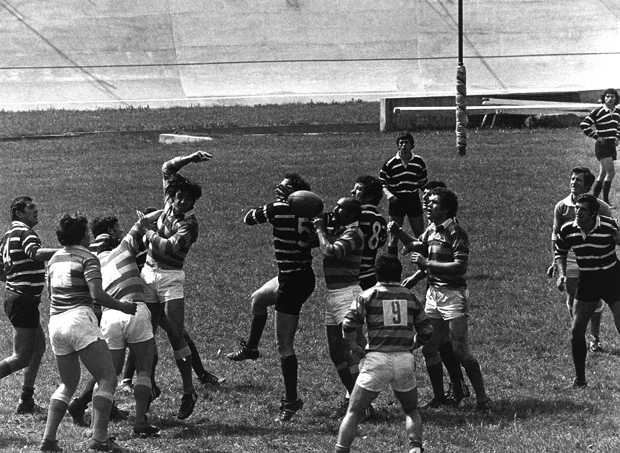
Match entre Rome et Turin en 1976.

Les années 1970 s'ouvrent avec la douloureuse finale de la Coppa Italia, perdue contre le Fiamme Oro Padova, et la victoire de la Coupe Printemps U19 : beaucoup de ces noms, Coletti, Bonavolontà, Pagni, Gargiullo, Lari, seront encore protagonistes, trois ans plus tard, aux sommets du championnat de série A.
L'arrivée sur le banc des blancs et noirs de Rick Greenwood, déjà capitaine de l'équipe d'Angleterre et des Barbarians, révolutionne la façon de comprendre le rugby sur le plan du jeu et du rapport avec les sponsors qui, dans la saison 1973/74, font leur entrée en masse dans le monde du ballon ovale. Les maillots blancs et noirs arborent bien vite les couleurs d'Algida, entreprise leader dans le secteur de la confiserie, et les recettes de la société se font, peu à peu, plus importantes.
Au cours de sa gestion quadriennale Greenwood amène l'Algida Rugby Roma Olimpic à un haut niveau,  avant de céder les commandes au Gallois Roy Bish, qui reste dans les rangs de l'Algida jusqu'en 1979. 
L'arrivée à la tête de la nazionale italiana de Pierre Villepreux et la mise en place de nouvelles méthodes d'entrainement portant l'empreinte française, recueille de larges approbations chez les techniciens italiens. Parmi eux, Paolo Paladini, arrivé au sein du Rugby Roma Olimpic comme successeur de Bruno Balestra. Une réforme de l'équipe et une valorisation des nombreux jeunes issus d'une pépinière prolifique : c'est ce en quoi consiste le programme du jeune technicien de Frascati, qui réussit à conduire l'équipe à la qualification en poule de championnat 1984/85.
Lors de la saison suivante, le développement raté provoque la rétrogradation de l'équipe en Série A2. 
En 1988 l'entrepreneur romain Renato Speziali, qui a été de tout temps un proche de l'équipe en qualité de dirigeant puis de vice-président, prend la présidence du club. Speziali fait appel à l'entraineur des Abruzzes Pino Lusi pour prétendre à la reconquête de la série supérieure, perdue pour un rien lors de la saison 1989/90 après un mémorable match de barrage à Calvisano.
Le passage de Lusi au sein du staff technique fédéral, oblige le Rugby Roma à un énième changement : Pote Fourie, 33e sud-africain, endosse la poste de joueur-entraineur. C'est un no 8 qui possède une grande personnalité et une grande expérience et qui insuffle à l'équipe la détermination et la maturité nécessaires au changement de division qui est obtenu à la fin d'un championnat qui reste dans les annales.
Au cours des deux saisons suivantes, apparaissent au stade Tre Fontane des champions du calibre de Gabriel Filizzola, Marcelo Valesani, Luigi Salvati, le All Black Walter Little, alors que s'affirment des jeunes comme Fabio Roselli et Giampiero de Carli.
La saison 1993/94 s'ouvre avec l'arrivée de l'ex-capitaine des All Blacks, Wayne Shelford. Il arrive en Italie bénéficiant d'une énorme popularité pour sa grande expérience internationale, notamment après deux ans passés en Angleterre aux commandes des Northampton Saints en tant qu'entraineur-joueur. L'équipe, sponsorisée par Magazzini del Popolo (MDP), arrache son billet pour les play off du championnat en éliminant en quart de finale le club de Petrarca Padova, mais doit selon toute logique s'incliner en demi-finale face à la plus grande expérience du Benetton Rugby Trévise.
La saison suivante, la direction du club mise résolument sur le championnat. L'aide financière du sponsor MDP permet une campagne de renforcement sans précédent : Javier Pertile, Julian Gardner, Stefano Barba, Adri Geldenhuys intègrent un groupe de premier ordre auquel Shelford ajoute plusieurs jeunes champions d'Italie Under 19, en particulier Giampiero Mazzi et Giovanni Raineri.
Mais les espoirs de conquérir la finale convoitée s'évanouissent après la lourde défaite (6-59) subie en demi-finale aller, encore une fois contre le Benetton Trévise.
L'arrêt du sponsoring par MDP à la fin de la saison 1994/95 met fin un cycle fastueux et remet grandement en cause le potentiel du club, contraint à affronter la première division avec une poignée de jeunes : les triple vainqueurs junior d'Italie qui, présentés comme perdus à la veille du tournoi, surprennent tout le monde en conquérant une inattendue septième place et la poule du championnat sous la direction du charismatique centraineur sud-africain Rob Louw.
L'équipe est confiée pour la saison 1996/97 au technicien français Guy Pardiès, avec l'intention d'amener à maturité un groupe dont la moyenne d'âge est de 24 ans. Pardiès réussit sa mission, il conduit l'équipe, sponsorisée entre-temps par le réseau radiophonique Radio Dimensione Suono, à la qualification dans les play off (quart de finale) et dans la saison suivante, il arrive à braver l'équipe de Benetton dans une demi-finale avec 5 500 spectateurs présents lors du match retour à Rome, également diffusé en direct à la TV locale.
Le club se transforme en S.A.R.L. et assiste à l'entrée, au sein des cadres dirigeants, du manager Mauro Miccio, ex-conseiller d'administration de la RAI, et d'Edoardo Montefusco, patron du sponsor RDS auquel s'identifient, désormais, les blancs et noirs. On assiste également à l'arrivée sur le banc de Gilbert Doucet, 43 ans, ex-vice-champion de France avec le RC Toulon, qui apporte un développement de la qualité du jeu et du professionnalisme en termes de méthodes d'entrainement.
Le Rugby Roma Olimpic réussit à conquérir un trophée national sénior, en gagnant la Coupe d'Italie 1998, et en se qualifiant pour le Challenge européen, mais laisse encore une fois échapper de peu la victoire du 5e championnat. 
Douze mois plus tard, lors de la finale jouée au Stadio Flaminio de Rome devant 16 000 spectateurs, l'équipe et Speziali concrétisent un rêve de plus de 51 ans en battant 35 à 17 les rivaux de toujours, L’Aquila.
Cette grande fête pour le championnat ouvre paradoxalement une phase descendante, liée à une situation financière qui plonge le club dans une crise profonde qui va jusqu'à la rétrogradation en série A2 en juin 2004.

### Rugby Roma Club
En 2011, à la suite de difficultés financières, le club se retrouve au bord de la faillite. Un groupe d'anciens joueurs de la capitale, dirigée par Umberto Montella, ancien joueur du club, présente à la FIR une demande de maintenir le club en Série A, mais celle-ci est refusé et le club fait faillite. Le club renait ainsi sous le nom Rugby Roma Club et évolue actuellement en Série C.

## Palmarès
- Championnat d'Italie :

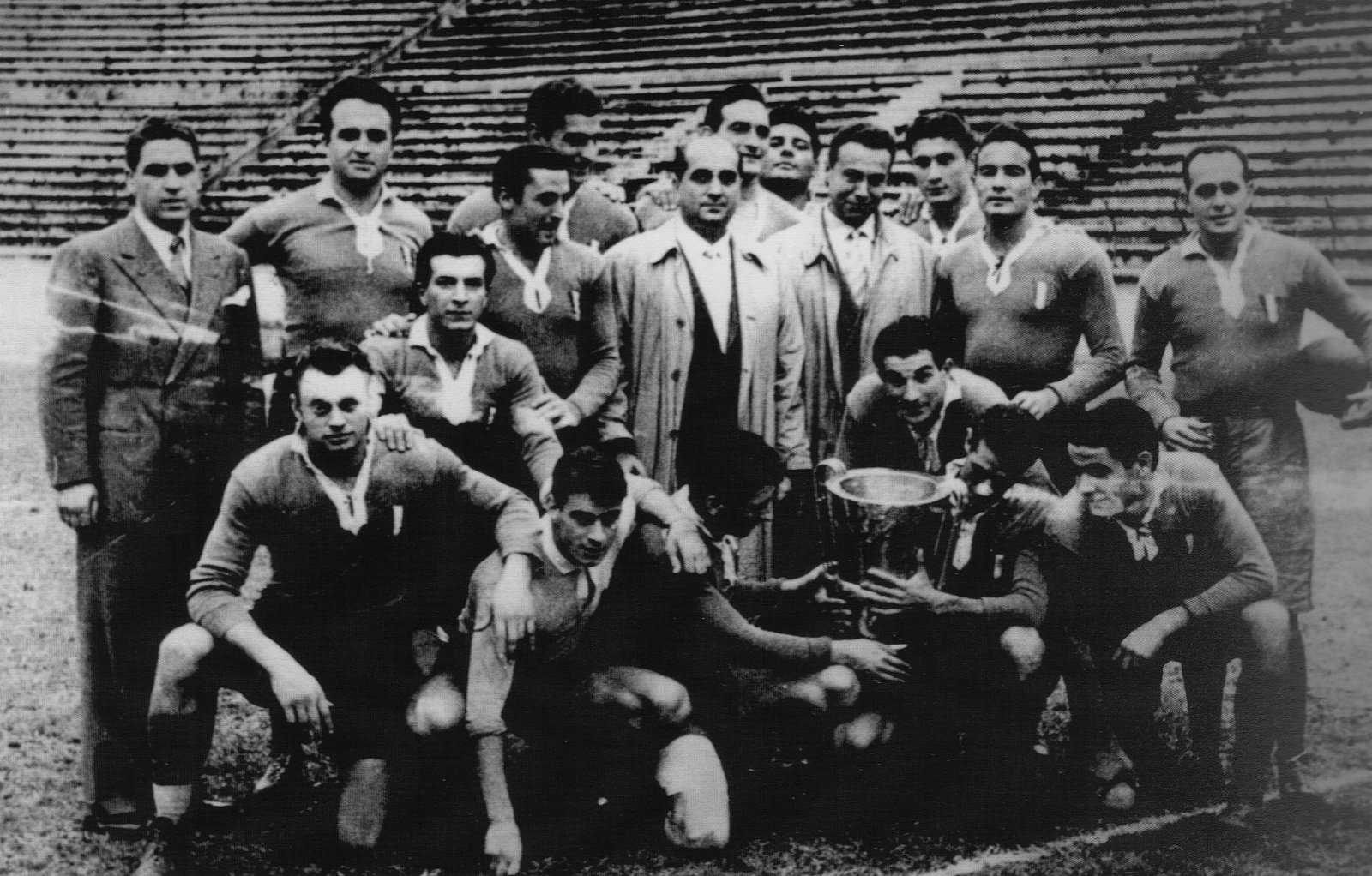
L'équipe du Rugby Roma Olimpic sacrée championne d'Italie en 1948.

  - Champion : 1935, 1937, 1948, 1949 et 2000
- Championnat d'Italie de 2e division :
  - Champion : 2008
- Coupe d'Italie :
  - Vainqueur : 1998 et 2011

## Personnalités du club

### Joueurs célèbres
- Kenneth Ford
- Ramiro Pez
- Buck Shelford
- Renato Paciucci
- Tommaso Fattori
- G. Zoffoli
- Francesco Vinci III
- Silvano Tartaglini
- Cyril Schuwer

### Entraîneurs
- Michel Ringeval